# Somewhere
Somewhere és una comèdia dramàtica de 2010 escrita i dirigida per Sofia Coppola i protagonitzada per Stephen Dorff i Elle Fanning.
La cinta es va estrenar el 3 de setembre de 2010 al Festival Internacional de Cinema de Venècia en el qual va rebre per sorpresa el Lleó d'Or a la millor pel·lícula.

## Argument
El seu protagonista, Johnny Marco (Stephen Dorff), és un actor de gran èxit de Hollywood que porta una vida marcada sobretot pels seus excessos i luxe. Dorm en un hotel, beu alcohol descontroladament, condueix cotxes de gran velocitat i, a més, està tot el dia envoltat de dones guapes i de fans que l'admiren. Aquesta manera de viure però, es veu desafiada completament quan rep una visita inesperada de la seva filla d'onze anys (Elle Fanning). La seva relació posarà en dubte els valors que fins llavors dirigien la quotidianitat d'aquest home que s'adonarà que hi ha coses més importants al món que ser simplement un playboy i ídol de masses.

## Repartiment
| Intèrpret         | Personatge   |
| ----------------- | ------------ |
| Stephen Dorff     | Johnny Marco |
| Elle Fanning      | Cleo         |
| Michelle Monaghan | Rebecca      |
| Chris Pontius     | Sammy        |

## Crítica
- Una pel·lícula delicada i modesta a la qual li falta la intensitat de les altres obres de la directora (Sergi Sánchez: La Razón).
- Possiblement el millor fresc que s'hagi fet mai sobre l'absurda i buida vida d'una estrella de Hollywood (E. Rodríguez Marchante: ABC).
- És innegable el seu talent (de Coppola) per l'estètica que no retrata res. El meu problema és que (...) no existeix cap situació ni cap sentiment que m'atreguin (Carlos Boyero: El País).

## Premis
Festival Internacional de Cinema de Venècia
- Guanyadora per:
  - Lleó d'Or a la millor pel·lícula